# Salvia eigii
Salvia eigii là một loài thực vật có hoa trong họ Hoa môi. Loài này được Zohary miêu tả khoa học đầu tiên năm 1931.